# Boguszyczki
Boguszyczki – wieś w Polsce położona w województwie wielkopolskim, w powiecie konińskim, w gminie Wierzbinek, na północ od Boguszyc.
Etymologia nazwy wsi wywodzi się od pobliskiej miejscowości Boguszyce. W latach 1975–1998 miejscowość należała administracyjnie do województwa konińskiego.
W okolicach współczesnych Boguszyczek potwierdzono osadnictwo z okresu kultury pucharów lejkowatych.